# Xian de Xuan'en
Le xian de Xuan'en (chinois : 宣恩县 ; pinyin : Xuān'ēn xiàn) est un district administratif de la province du Hubei en Chine. Il est placé sous la juridiction de la préfecture autonome tujia et miao d'Enshi.
La ville est traversée par la rivière Zhongjian (chinois : 忠建河 ; pinyin : zhōngjiàn hé), le tronçon de cette rivière traversant la ville est appelé rivière Gongshui (贡水河, gòngshuǐ hé).

## Loisirs
Le centre-ville de Xuan'en, présente tous les soirs, sur la rivière Zhongjian, des spectacles de jets d'eau en musique, sur une longueur de 300 mètres et s'élevant jusqu'à 70 mètres de hauteur, ainsi que des promenades en « bateau-dragon » (龙游贡水), comportant des dizaines de radeaux de bambou (竹筏) typiques de la région. La rivière est bordée de divers bâtiments à l'architecture tradionnelle en bois de la région, ainsi que le pont Wenlan (文澜桥), également appelé pont Fengyu (风雨桥) ou encore pont Hua (花桥), grand pont couvert, également typiquement local, dans le style de la minorité Dong, duquel coule une cascade.

## Démographie
La population du district était de 336 639 habitants en 1999.